# Konarzewo (powiat rawicki)
Konarzewo – osada w Polsce położona w województwie wielkopolskim, w powiecie rawickim, w gminie Rawicz.
W latach 1975–1998 miejscowość należała administracyjnie do województwa leszczyńskiego.
Konarzewo od XV w. do XVII w. należało do Konarzewskich herbu Wręby. Wieś położona była w 1581 roku w powiecie kościańskim województwa poznańskiego. W XVIII w. przeszło w ręce Bojanowskich, którzy wybudowali obecny dwór. W latach 1824–1838 właścicielem Konarzewa był Ksawery Bojanowski.
W okresie Wielkiego Księstwa Poznańskiego (1815-1848) miejscowość należała do wsi większych w ówczesnym pruskim powiecie Kröben (krobskim) w rejencji poznańskiej. Konarzewo należało do okręgu bojanowskiego tego powiatu i stanowiło odrębny majątek, którego właścicielem był wówczas Rothe. Według spisu urzędowego z 1837 roku wieś liczyła 162 mieszkańców, którzy zamieszkiwali 18 dymów (domostw). Ostatnim właścicielem przed wojną był Tadeusz Adamczewski.

## Dwór
Parterowy dwór, kryty dachem naczółkowym z głównym wejściem w centralnej części w ryzalicie zwieńczonym trójkątnym frontonem z godłem zawierającym inicjały „TA”, ostatniego właściciela Tadeusza Adamczewskiego. Dwór wybudowany na początku XIX w. w stylu klasycystycznym przez Bojanowskich. Prawe, neogotyckie piętrowe skrzydło dobudowano w połowie XIX w. ozdobione sterczynami i blendami z izbą pamięci Adama Mickiewicza powstałą w 1963 r. na pamiątkę pobytu poety w latach 1831-1832  w Konarzewie na ziemi rawickiej. Izba obecnie jest nieczynna.